# Piscicapillaria
Genre
Piscicapillaria est un genre de nématodes de la famille des Capillariidae.

## Description
Le stichosome est constitué d'une unique rangée de stichocytes. Chez le mâle, l'extrémité postérieure est dépourvue de palettes caudales contrairement à d'autres Capillariidae, mais est munie de deux grosses papilles caudales. La bourse membraneuse est petite et soutenue par deux fines projections digitées. Le spicule est parcouru de nombreuses rainures transversales rugueuses, et sa gaine est épineuse. L'appendice vulvaire de la femelle est absent ou présent.

## Hôtes
Les espèces de ce genre parasitent l'intestin de poissons.

## Taxinomie
Le genre est décrit en 1982 par le parasitologiste tchèque František Moravec lors d'une révision des Capillariidae et alors comme sous-genre de Schulmanela. Dans son ouvrage de 2001, sur les nématodes de la super-famille des Trichinelloidea parasitant les animaux à sang froid, le même auteur reconnaît six espèces, d'autres ayant été décrites depuis lors :
Piscicapillaria (Lomakinela) Moravec, 1987
- Piscicapillaria tuberculata (Linstow, 1914)[4]

Piscicapillaria (Piscicapillaria) Moravec, 1982
- Piscicapillaria baylisi Moravec, 1987[5]
- Piscicapillaria bursata Moravec & Barton, 2019
- Piscicapillaria freemani (Moravec, Margolis & McDonald, 1981)[6]
- Piscicapillaria hathawayi (Read, 1948)[7]
- Piscicapillaria orectolobi (Johnston & Mawson, 1951)[8]
- Piscicapillaria rhinobati (Johnston & Mawson, 1945)[9]